# Projekt Kuiper
Das Projekt Kuiper ist eine geplante Konstellation von zunächst 3236, später bis zu 7774 Kommunikationssatelliten des Amazon-Konzerns. Sie wird seit April 2025 aufgebaut und soll einen Breitband-Internetzugang in den meisten Ländern der Welt bereitstellen. Amazon möchte mehr als 10 Milliarden US-Dollar in dieses Satellitennetzwerk investieren.
Namensgeber des Projekts ist der nach dem Astronomen Gerard Peter Kuiper benannte Kuipergürtel, ein Bereich des Sonnensystems jenseits der Neptunbahn, in dem zahlreiche Asteroiden um die Sonne kreisen.

## Organisation
Für die Entwicklung und den Betrieb des Systems ist das Amazon-Tochterunternehmen Kuiper Systems in Washington, D.C. verantwortlich. Das Topmanagement des Unternehmens rekrutierte Amazon aus ehemaligen Mitarbeitern des Konkurrenten SpaceX, der damals selbst die große Internet-Satellitenkonstellation Starlink vorbereitete. Dessen CEO Elon Musk hatte im Oktober 2018 das Starlink-Management ausgetauscht, weil er mit der Fortschrittsgeschwindigkeit des Projekts unzufrieden war. Mitte 2023 beschäftigte Kuiper Systems über 1400 Mitarbeiter, Ende 2024 über 2000.

## Geplanter Aufbau
Publik wurde das Projekt Kuiper durch die Pflichtveröffentlichung von drei Anträgen für internationale Funkfrequenzen im März 2019. Weitere Details sind dem entsprechenden Antrag für US-Funkfrequenzen vom Juli 2019 zu entnehmen. Die Anträge umfassen drei Gruppen von geplanten „KuiperSat“-Satelliten in verschiedenen Umlaufbahnen:
- 784 Satelliten in Höhen um 590 km, Bahnneigung 33°
- 1296 Satelliten in Höhen um 610 km, Bahnneigung 42°
- 1156 Satelliten in Höhen um 630 km, Bahnneigung 52°

Hiermit ließe sich die Erdoberfläche zwischen etwa 56 Grad nördlicher und südlicher Breite abdecken. In diesem Bereich leben zirka 95 % der Weltbevölkerung.
2021 beantragte Kuiper Systems die Genehmigung zum Betrieb von 4538 weiteren Satelliten:
- 784 Satelliten in Höhen um 590 km, Bahnneigung 33°
- 1296 Satelliten in Höhen um 610 km, Bahnneigung 42°
- 1156 Satelliten in Höhen um 630 km, Bahnneigung 52°
- 652 Satelliten in Höhen um 640 km, Bahnneigung 72°
- 650 Satelliten in Höhen um 650 km, Bahnneigung 80°

Die zusätzlichen 1302 Satelliten in polarnahen Bahnen (72° und 80° Neigung) würden auch Nutzer in Regionen jenseits von 56° nördlicher und südlicher Breite mit Internet versorgen.
Der Aufbau der Konstellation soll ab 2025 in fünf Phasen erfolgen, beginnend mit 578 Satelliten um 630 km Höhe und einem Netzwerk aus Bodenstationen („Gateway earth stations“). Bereits nach dieser ersten Phase kann das System in Betrieb gehen, allerdings nur mit einer Abdeckung im Bereich von 39–56° nördlicher und südlicher Breite. Die Satelliten sollen durch Laserlinks direkt miteinander vernetzt werden.
Die Lizenzbedingungen für die genehmigten Funkfrequenzen verpflichten Amazon dazu, die Hälfte der ersten 3236 Satelliten bis Juli 2026 in Betrieb zu nehmen und die nächsten 1618 Satelliten bis Juli 2029.

## Umsetzung
Für den Start der Satelliten möchte Amazon die Dienste verschiedener Raumfahrtunternehmen nutzen. Die ersten neun Starts wurden im Jahr 2021 bei der United Launch Alliance gebucht; zum Einsatz kommen die Restbestände von deren bewährter, aber abgekündigter Rakete Atlas V. 2022 buchte Amazon bis zu 83 weitere Starts durch die Unternehmen Arianespace, Blue Origin und United Launch Alliance mit deren in Entwicklung befindlichen neuen Trägerraketen. 18 dieser Starts sollen mit der Ariane 6 erfolgen, mindestens 12 mit der New Glenn und 38 mit der Vulcan. 16 Monate nach der Auftragsvergabe verklagte ein Amazon-Aktionär das Unternehmen, weil es keine Startaufträge für die preiswertere Rakete Falcon 9 des Unternehmens SpaceX vergeben hatte, mit dessen marktführender Starlink-Satellitenkonstellation das Projekt Kuiper konkurriert. Drei Monate später – im Dezember 2023 – beauftragte Amazon auch drei Kuiper-Starts mit Falcon-9-Raketen; ein Zusammenhang mit der Klage bestehe nicht.
Die ersten zwei KuiperSat-Prototypen wurden am 6. Oktober 2023 mit einer Atlas V gestartet. Dies geschah unter einer Geheimhaltung, wie sie sonst nur bei militärischen und nachrichtendienstlichen Satelliten üblich ist. Die beiden Satelliten hätten eigentlich schon 2022 mit der neuen Kleinrakete RS1 starten sollen. Nachdem der erste Probeflug der RS1 fehlschlug, waren sie auf die erste Vulcan umgebucht worden, dann nach der Explosion der für den Start vorgesehenen Vulcan-Centaur-Raketenoberstufe auf die Atlas V. Die Tests mit diesen beiden Satelliten verliefen nach Angaben von Amazon erfolgreich.
Für die Serienproduktion der KuiperSats ließ Amazon in Kirkland, Washington, eine Fabrik errichten. Sie eröffnete im April 2024. Ein Jahr später wurden die ersten 27 operativen Satelliten der Konstellation mit einer Atlas V gestartet. Im Juli 2025 folgten weitere 24 Satelliten, gestartet mit einer Falcon 9.

## Liste der Satellitenstarts
| Lfd. Nr. | 1Datum (UTC)1 | Trägerrakete | Startplatz   | Satelliten | Umlaufbahn ca. | Anmerkungen   |
| -------- | ------------- | ------------ | ------------ | ---------- | -------------- | ------------- |
| 10       | 6. Okt. 2023  | Atlas V 501  | CCSFS SLC-41 | 20         | 495 km, 30°    | Prototypen    |
| 20       | 28. Apr. 2025 | Atlas V 551  | CCSFS SLC-41 | 270        | 630 km, 52° 1  | Mission KA-01 |
| 30       | 23. Juni 2025 | Atlas V 551  | CCSFS SLC-41 | 270        | 630 km, 52° 1  | Mission KA-02 |
| 40       | 16. Juli 2025 | Falcon 9     | CCSFS SLC-40 | 240        |                | Mission KF-01 |
| 50       | 11. Aug. 2025 | Falcon 9     | CCSFS SLC-40 | 240        |                | Mission KF-02 |
| Geplant  |               |              |              |            |                |               |
|          | 2025          | Falcon 9     |              | 240        |                | Mission KF-03 |
|          | 2025–2026     | Atlas V 551  |              |            |                | 6 Starts      |
|          | ab 2025       | Vulcan VC6L  |              | 45         |                | 38 Starts     |
|          |               | Ariane 6     |              |            |                | 18 Starts     |
|          |               | New Glenn    |              |            |                | 12–27 Starts  |